# Daddal, Manvi
Daddal là một làng thuộc tehsil Manvi, huyện Raichur, bang Karnataka, Ấn Độ.